# Palau Blaugrana

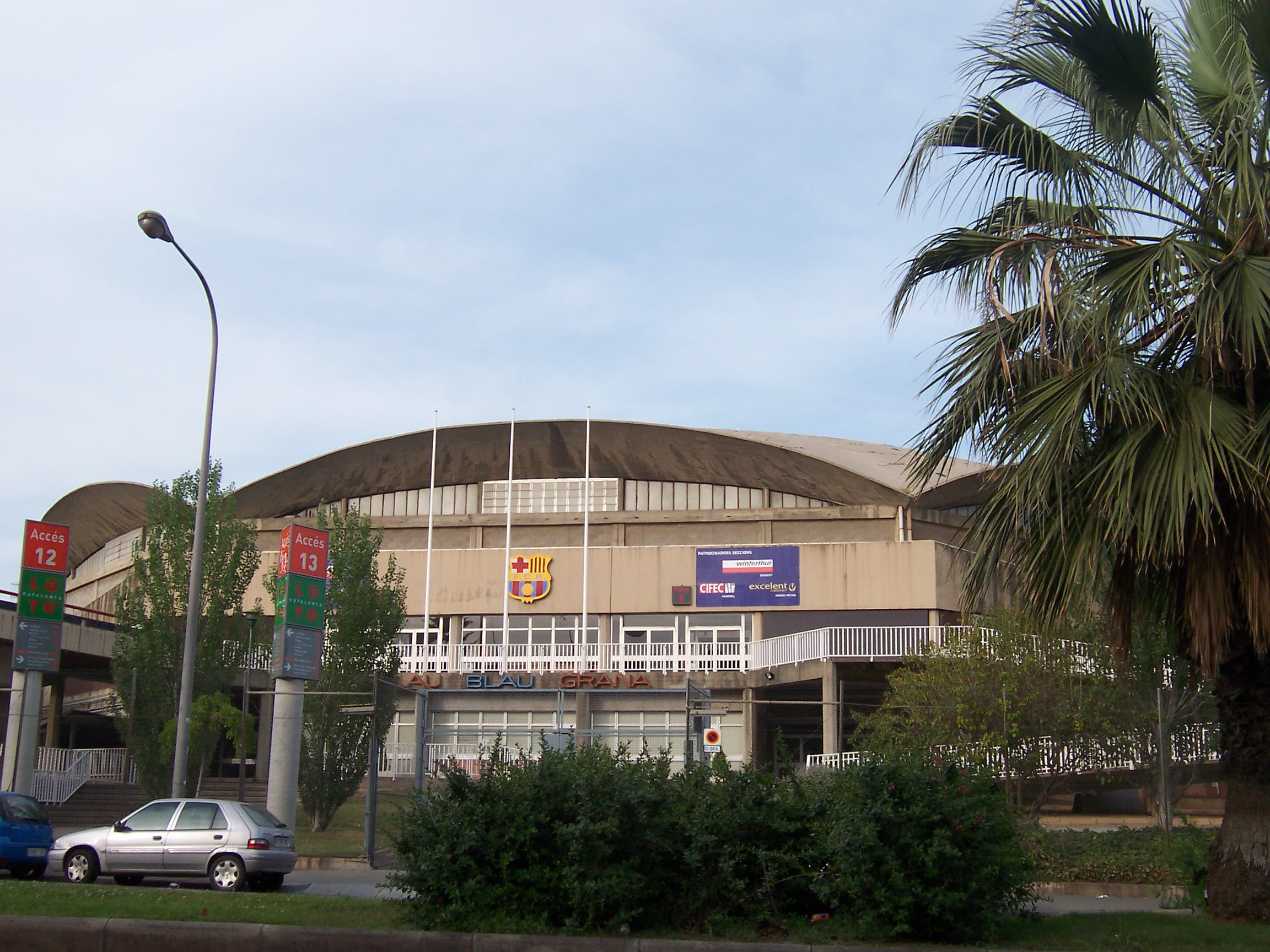
Palau Blaugrana

Het Palau Blaugrana (Catalaans voor "paleis van blauw en donkerrood") is een sportarena in Barcelona, Catalonië behorend tot FC Barcelona.
Het Palau Blaugrana werd geopend op 23 oktober 1971 en had aanvankelijk een capaciteit van 5.696 plaatsen. Na een verbouwing in 1994 telde de sportarena 8.250 plaatsen. Het Palau Blaugrana bevindt zich vlak bij Camp Nou, het wereldberoemde voetbalstadion van de club. De sportarena is de thuisbasis van de teams van FC Barcelona op het gebied van basketbal (FC Barcelona Bàsquet), handbal (FC Barcelona Handbol), rolhockey (FC Barcelona Hoquei) en futsal (FCB Futsal). Tijdens de Olympische Zomerspelen 1992 van Barcelona werden in het Palau Blaugrana de judo- en taekwondo-wedstrijden gehouden.